# Hischylos

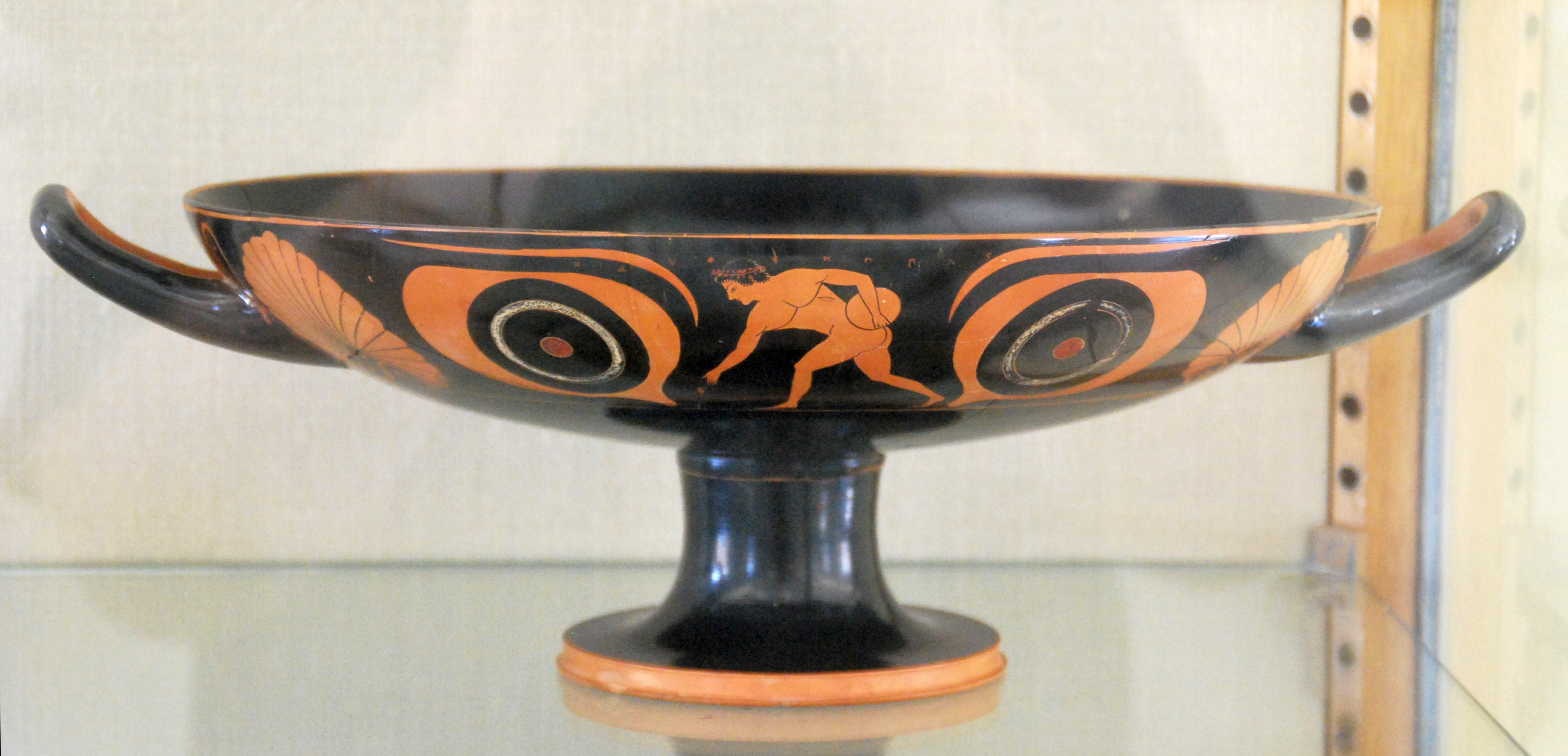
Augenschale des Hischylos, Würzburg, Martin-von-Wagner-Museum L 467

Hischylos (altgriechisch Ἱσχύλος, tätig um 540–515 v. Chr.) war ein attischer Töpfer. 
Von ihm sind nur Schalen bekannt, zunächst fertigte er Augenschalen, dann Bandschalen. Der Beginn seiner Schaffenszeit fällt in die Phase des Übergangs von der schwarzfigurigen zur rotfigurigen Vasenmalerei. Aus beiden Stilen haben sich Werke erhalten. Aus der schwarzfigurigen Phase, hier wird er zu den Kleinmeistern gerechnet, haben sich drei signierte Schalen erhalten. Die überwiegende Mehrheit der Werkstattproduktion wurde jedoch im rotfigurigen Stil bemalt. Seine Werkstatt muss groß gewesen sein, er beauftragte zahlreiche Vasenmaler, seine Gefäße zu bemalen, so unter anderem Epiktetos, Pheidippos, Sakonides und die nach ihm benannten Hischylos-Maler und Maler der Cambridger Hischylos-Schale.

## Werke (Auswahl)
In Klammern hinter der jeweiligen Vase steht der ausführende Maler
- Basel, Antikenmuseum und Sammlung Ludwig

Augenschale BS 436 (Epiktetos)
- Berlin, Antikensammlung

Fragment einer Augenschale F 2100 (Epiktetos)
- Cambridge, Fitzwilliam Museum

Augenschale GR 38.1864 (G 60) (Sakonides) • Augenschale GR 14.1937
- Civitavecchia, Museo Civico

Bandschale 1524
- Heidelberg, Antikenmuseum der Universität

Fragment einer Augenschale 8 (Pheidippos) • Fragment einer Augenschale 18 (Epiktetos)
- London, British Museum

Augenschale E 3 (Epiktetos)
- Malibu, J. Paul Getty Museum

86.AE.276 (Oltos)
- New York, Metropolitan Museum of Art

Bandschale 29.131.6
- New York, Christie’s

Augenschale 5./6. Dezember 2001, Nr. 435
- Orvieto, Museo Civico (Collezione Faina)

Augenschale 97 (Epiktetos)
- Rom, Museo Torlonia

Augenschale 158 (Epiktetos)
- St. Petersburg, Eremitage

Augenschale ГР-7029 (645) (Epiktetos)
- Vatikan, Museo Gregoriano Etrusco

Fragment einer Augenschale AST 297
- Würzburg, Martin-von-Wagner-Museum

Augenschale L 467 (Pheidippos)